# Joo Won
Joo Won, pseudonimo di Moon Joon-won (hangeul: 문준원; hanja: 文晙原; Seul, 30 settembre 1987), è un attore sudcoreano.

## Biografia
Moon Joon-won nacque a Seul, in Corea del Sud. All'età di otto anni, fu mandato insieme al fratello maggiore a studiare negli Stati Uniti, ma tornò dopo soli sei mesi. A causa del suo carattere introverso, al terzo anno di scuola media i genitori lo incoraggiarono a intraprendere il teatro. In seguito, frequentò il liceo d'arte Kaywon, e studiò teatro all'università di Sungkyunkwan, decidendo nel 2013 di proseguire gli studi all'università Konkuk.
Entrato all'università, nel 2006 iniziò a partecipare a musical teatrali, venendo notato dall'agenzia Sim Entertainment per il ruolo in Spring Awakening, e nel 2010 debuttò in televisione con un ruolo nel drama coreano Jeppang-wang Kim Tak-gu; la popolarità arrivò però nel 2012 con il terzo progetto televisivo, Gaksital.
A maggio 2013 gli fu offerto il ruolo di Park Shi-on, un autistico affetto da sindrome del savant che diventa un geniale chirurgo pediatrico, nel drama Good Doctor, che gli fece conquistare quattro premi ai KBS Drama Awards di quell'anno. Nei mesi seguenti continuò a recitare in televisione, a cinema e in teatro, muovendo i primi passi nel mercato cinese grazie alla crescente popolarità in Corea, e alla fine del 2014 tornò sul piccolo schermo come protagonista di Nae-ildo cantabile, adattamento del manga giapponese Nodame Cantabile.
A questo seguirono nel 2015 il serial Yong-par-i e il film Geunom-ida.

## Filmografia

### Cinema
- Teuksubon (특수본?), regia di Hwang Byeng-gug (2011)
- Mihwag-in dong-yeongsang - Jeoldaekeullikgeumji (미확인 동영상: 절대클릭금지?), regia di Kim Tae-kyung (2012)
- Catch Me (캐치미?), regia di Lee Hyeon-jong (2013)
- Fashion wang (패션왕?), regia di Oh Ki-hwan (2014)
- Geunom-ida (그놈이다?), regia di Yun Jun-hyeong (2015)
- Xia you qiaomu yawang tiantang (夏有乔木 雅望天堂S, Xià yǒu qiáomù yǎwàng tiāntángP), regia di Cho Jin-gyu (2016)
- Carter (Kateo), regia di Byeong-gil Jeong (2022)

### Televisione
- Jeppang-wang Kim Tak-gu (제빵왕 김탁구?) – serie TV, (2010)
- Ojakgyo hyeongjedeul (오작교 형제들?) – serie TV, (2011-2012)
- Gaksital (각시탈?) – serie TV, (2012)
- 7geup gongmu-won (7급 공무원?) – serie TV, (2013)
- Good Doctor (굿 닥터?) – serie TV, (2013)
- Nae-ildo cantabile (내일도 칸타빌레?) – serie TV, (2014)
- Yong-par-i (용팔이?) – serie TV, (2015)
- Aiqing ye bao you (爱情也包邮S, Àiqíng yě bāo yóuP) – serie TV, (2016)
- Alice (앨리스?) – serie TV, (2020)
- Stealer: Ilgop gae-ui Joseon tongbo (스틸러: 일곱 개의 조선통보?) – serie TV, (2023)

## Teatro
- Altar Boyz (2007)
- Singles (2008)
- Grease (2008)
- Sinsangnam (2009)
- Spring Awakening (2010)
- Ghost the Musical (2013-2014)

## Discografia
- 2010 – My Love (내 사랑) (Jeppang-wang Kim Tak-gu)
- 2012 – Judgment Day (심판의 날) (Gaksital)
- 2012 – Love and Love (사랑 그리고 사랑) (Gaksital)
- 2012 – Nadeshiko (Bungo - Sasayakanayokubō)
- 2013 – I Don't Know Love (사랑할 줄 몰라서) (7geup gongmu-won)
- 2013 – Love Medicine (소독약) (Good Doctor)
- 2013 – If I Were (내가 만일) (Good Doctor)
- 2014 – Innocente (이노센트) (Nae-ildo cantabile)

## Doppiatori italiani
Nelle versioni in italiano delle opere in cui ha recitato, Joo Won è stato doppiato da:
- Emanuele Ruzza in Carter

## Riconoscimenti
| Anno | Premio                                   | Categoria                                                       | Opera nominata                                  | Risultato       |
| ---- | ---------------------------------------- | --------------------------------------------------------------- | ----------------------------------------------- | --------------- |
| 2009 | Korean Musical Awards                    | Miglior nuovo attore                                            | Spring Awakening                                | Candidato/a     |
| 2010 | The Musical Awards                       | Miglior nuovo attore                                            | Spring Awakening                                | Candidato/a     |
| 2010 | KBS Drama Awards                         | Miglior nuovo attore                                            | Jeppang-wang Kim Tak-gu                         | Candidato/a     |
| 2011 | Asia Model Festival Awards               | Premio speciale – Miglior nuovo modello                         |                                                 | Vincitore/trice |
| 2011 | KBS Drama Awards                         | Miglior nuovo attore                                            | Ojakgyo hyeongjedeul                            | Vincitore/trice |
| 2012 | Baeksang Arts Awards                     | Miglior nuovo attore televisivo                                 | Ojakgyo hyeongjedeul                            | Vincitore/trice |
| 2012 | Baeksang Arts Awards                     | Miglior nuovo attore cinematografico                            | Teuksubon                                       | Candidato/a     |
| 2012 | Buil Film Awards                         | Miglior nuovo attore                                            | Teuksubon                                       | Candidato/a     |
| 2012 | Mnet 20's Choice Awards                  | Stelle dei drama uomini nei vent'anni                           | Gaksital                                        | Candidato/a     |
| 2012 | Grand Bell Awards                        | Premio popolarità                                               | Mihwag-in dong-yeongsang - Jeoldaekeullikgeumji | Candidato/a     |
| 2012 | KBS Entertainment Awards                 | Miglior nuovo arrivato nei varietà                              | 1bak 2il                                        | Vincitore/trice |
| 2012 | Korean Culture and Entertainment Awards  | Premio alla massima eccellenza, attore                          | Gaksital                                        | Candidato/a     |
| 2012 | K-Drama Star Awards                      | Premio all'eccellenza, attore                                   | Gaksital                                        | Candidato/a     |
| 2012 | KBS Drama Awards                         | Premio alla massima eccellenza, attore                          | Gaksital                                        | Candidato/a     |
| 2012 | KBS Drama Awards                         | Premio all'eccellenza, attore in un drama seriale               | Gaksital                                        | Vincitore/trice |
| 2012 | KBS Drama Awards                         | Premio popolarità                                               | Gaksital                                        | Vincitore/trice |
| 2012 | KBS Drama Awards                         | Premio miglio coppia con Park Ki-woong                          | Gaksital                                        | Candidato/a     |
| 2012 | KBS Drama Awards                         | Premio miglio coppia con Jin Se-yeon                            | Gaksital                                        | Candidato/a     |
| 2013 | Baeksang Arts Awards                     | Attore più popolare in televisione                              | Gaksital                                        | Candidato/a     |
| 2013 | Baeksang Arts Awards                     | Attore più popolare nel cinema                                  | Mihwag-in dong-yeongsang - Jeoldaekeullikgeumji | Candidato/a     |
| 2013 | Korea Drama Awards                       | Premio alla massima eccellenza, attore                          | Good Doctor                                     | Candidato/a     |
| 2013 | APAN Star Awards                         | Premio alla massima eccellenza, attore                          | Good Doctor                                     | Candidato/a     |
| 2013 | KBS Drama Awards                         | Premio alla massima eccellenza, attore                          | Good Doctor                                     | Vincitore/trice |
| 2013 | KBS Drama Awards                         | Premio all'eccellenza, attore in un drama di media lunghezza    | Good Doctor                                     | Candidato/a     |
| 2013 | KBS Drama Awards                         | Premio dei PD (scelto dai produttori dei canali KBS, SBS e MBC) | Good Doctor                                     | Vincitore/trice |
| 2013 | KBS Drama Awards                         | Premio degli internauti                                         | Good Doctor                                     | Vincitore/trice |
| 2013 | KBS Drama Awards                         | Premio miglior coppia con Moon Chae-won                         | Good Doctor                                     | Vincitore/trice |
| 2013 | MBC Drama Awards                         | Premio all'eccellenza, attore in una miniserie                  | 7geup gongmu-won                                | Vincitore/trice |
| 2014 | Korea Producers & Directors (PD) Awards  | Miglior interprete                                              | Good Doctor                                     | Vincitore/trice |
| 2014 | Baeksang Arts Awards                     | Miglior attore televisivo                                       | Good Doctor                                     | Candidato/a     |
| 2014 | Baeksang Arts Awards                     | Attore più popolare in televisione                              | Good Doctor                                     | Candidato/a     |
| 2014 | Baeksang Arts Awards                     | Attore più popolare nel cinema                                  | Catch Me                                        | Candidato/a     |
| 2014 | Seoul International Drama Awards         | Attore coreano eccezionale                                      | Good Doctor                                     | Candidato/a     |
| 2014 | Seoul International Drama Awards         | Scelta del pubblico (Corea)                                     | Good Doctor                                     | Candidato/a     |
| 2014 | KBS Drama Awards                         | Premio all'eccellenza, attore in una miniserie                  | Nae-ildo cantabile                              | Candidato/a     |
| 2014 | KBS Drama Awards                         | Premio popolarità, attore                                       | Nae-ildo cantabile                              | Vincitore/trice |
| 2015 | Korea Drama Awards                       | Gran premio (Daesang)                                           | Yong-par-i                                      | Candidato/a     |
| 2015 | Asian Influence Awards Oriental Ceremony | Premio asiatico più influente                                   |                                                 | Vincitore/trice |
| 2015 | Grand Bell Awards                        | Premio popolarità                                               | Candidato/a                                     |                 |
| 2015 | APAN Star Awards                         | Premio alla massima eccellenza, attore in una miniserie         | Nae-ildo cantabile, Yong-par-i                  | Candidato/a     |
| 2015 | SBS Drama Awards                         | Gran premio (Daesang)                                           | Yong-par-i                                      | Vincitore/trice |
| 2015 | SBS Drama Awards                         | Premio alla massima eccellenza, attore in una miniserie         | Yong-par-i                                      | Candidato/a     |
| 2015 | SBS Drama Awards                         | Premio dei PD (scelto dai produttori dei canali KBS, SBS e MBC) | Yong-par-i                                      | Candidato/a     |
| 2015 | SBS Drama Awards                         | Migliori dieci stelle                                           | Yong-par-i                                      | Vincitore/trice |
| 2015 | SBS Drama Awards                         | Premio popolarità degli internauti                              | Yong-par-i                                      | Candidato/a     |
| 2015 | SBS Drama Awards                         | Premio popolarità degli internauti cinesi                       | Yong-par-i                                      | Vincitore/trice |
| 2015 | SBS Drama Awards                         | Premio miglior coppia con Kim Tae-hee                           | Yong-par-i                                      | Vincitore/trice |